# Microsoft Windows 10のバージョン履歴/バージョン 1809
Microsoft Windows 10のバージョン履歴/バージョン 1809では、Microsoft Windows 10のバージョン履歴のうち、バージョン 1809の更新履歴について記述する。

## バージョン履歴
このバージョンのテスト期間中、Fast リングのユーザーを対象に「Skip Ahead」オプションが設定され、これを選択すると、バージョン 1809の開発がある程度進んだ段階で、そのリリースを待つことなくバージョン 1903のプレビュー版を受け取ることができるようになっていた。

このため以下に掲げるバージョン 1809の更新履歴においても、Skip Aheadを含むFast リングの全ユーザーに配布されたバージョンについては単に「Fast リング」と表記し、Skip Aheadを選択しなかったFast リングユーザーのみに配布されたバージョンでは「Fast リング（通常のみ）」と表記する。
＊LTSC のみに配信されたビルドは掲載していない。
| Windows 10 バージョン 1809 プレビュービルド | Windows 10 バージョン 1809 プレビュービルド                       | Windows 10 バージョン 1809 プレビュービルド |
| OS ビルド ブランチ                          | リリース日                                                        | 概要・新機能 |
| ------------------------------------------- | ----------------------------------------------------------------- | --- |
| 17604.1000 rs_prerelease                    | Skip Ahead : 2018年2月14日                                        | - 絵文字のデザインの改善 - アプリケーション毎にアクセス許可を設定可能に - 電源管理がより詳細に。またプリセットモードにUltimate Performanceが追加(Pro for Workstationsのみ) - 生産性向上の為のアプリケーション群を既定のアプリケーションに追加(Pro for Workstationsのみ) - Windows App Preview Programの導入 - その他改善及びバグフィックス |
| 17618.1000 rs_prerelease                    | Skip Ahead : 2018年3月7日                                         | - 「Sets」機能の再実装 - その他改善及びバグフィックス |
| 17623.1000 rs_prerelease                    | Skip Ahead : 2018年3月16日                                        | - High Efficiency Image File Format (HEIF)のサポート - セットアップ時のプライバシー設定のデザイン変更・項目追加 - Windows Defender Application Guard (WDAG)のパフォーマンス改善 - その他改善及びバグフィックス |
| 17627.1000 rs_prerelease                    | Skip Ahead : 2018年3月21日                                        | - 主に改善及びバグフィックス |
| 17634.1000 rs_prerelease                    | Skip Ahead : 2018年3月29日                                        | - カレンダーに検索機能追加 - Cortana Show Meが音声入力をサポート - その他改善及びバグフィックス |
| 17639.1000 rs_prerelease                    | Skip Ahead : 2018年4月4日                                         | - Setsに関するいくつかの改善 - 設定アプリからBluetoothデバイスのバッテリー残量が確認可能に - 電卓の平方根計算における精度改善 - その他改善及びバグフィックス |
| 17643.1000 rs_prerelease                    | Skip Ahead : 2018年4月12日                                        | - Office 365とSetsの連携強化 - Sets対応アプリの拡充 - Edgeの強化 - ネットワーク設定からSIM毎のデータ使用量が確認可能に - 拡大鏡の全画面モードにマウスカーソルが中央に来るよう追従するモード追加 - その他改善及びバグフィックス |
| 17650.1000 rs_prerelease                    | Skip Ahead : 2018年4月19日                                        | - Windows Defenderセキュリティセンターのデザインを刷新 - Windows DefenderファイアウォールにおいてWindows Subsystem for Linuxをサポート - その他改善及びバグフィックス |
| 17655.1000 rs_prerelease                    | Skip Ahead : 2018年4月25日                                        | - LTE接続環境の改良 - その他改善及びバグフィックス |
| 17661.1001 rs_prerelease                    | Fast リング: 2018年5月3日                                         | - スクリーンスナップ(snipping)機能の拡充 - もっと流れるような(More Fluent)デザイン：タスクビューのUI表示更新 - Windows DefenderセキュリティセンターをWindowsセキュリティと改称。Windows Defender AntivirusやWindows Defender Firewallを一元管理。 - フルスクリーンゲーム時に集中モードを自動的に有効にする機能追加 - Pinyin IME及びWubi IMEの改善 - HEIF形式の画像の回転やメタデータ編集が可能に - その他改善及びバグフィックス |
| 17666.1000 rs_prerelease                    | Fast リング: 2018年5月9日                                         | - Setsに多数の改善 - クリップボードの改善 - エクスプローラでダークテーマが選択可能に - メモ帳がCRのみ、LFのみの改行をサポート - その他改善及びバグフィックス |
| 17672.1000 rs_prerelease                    | Fast リング: 2018年5月16日                                        | - Windowsセキュリティセンターのセキュリティ強化：アンチウイルス製品を登録制に - その他改善及びバグフィックス |
| 17677.1000 rs_prerelease                    | Fast リング: 2018年5月24日                                        | - Micrsooft Edge、ナレーター、及び、タスク マネージャーの改善。 - KDNET に IPv6 サポートを追加。 - 新しいモバイル ・ ブロード バンド USB ドライバーが既定となった。 - その他多数の改善、及びバグフィックス |
| 17682.1000 rs_prerelease                    | Fast リング: 2018年5月31日                                        | - ワイヤレスプロジェクタ、Microsoft Edgeの開発者機能、及び、リモートサーバ管理ツールの改善 - 新しいアップグレードセットアップウィンドウ - その他多数の改善、及びバグフィックス |
| 17686.1000 rs_prerelease                    | Fast リング: 2018年6月6日                                         | - 新しいプライバシー通知 - ローカライゼーション設定、及び、Windows Mixed Realityの改善 - その他多数の改善、及びバグフィックス |
| 17692.1003 rs_prerelease                    | Fast リング: 2018年6月14日 Slow リング: 2018年7月3日              | - タッチキーボードにSwiftKeyを統合 - システム要素のFluent Design System対応を改善 - Microsoft Edge、簡単操作、ナレーター、ゲームバー、ゲームモード、及び、Windows Mixed Realityの改善 - その他多数の改善、及びバグフィックス |
| 17704.1000 rs_prerelease                    | Fast リング: 2018年6月27日                                        | - Microsoft Edgeの強化（アイコンへのBeta表示、デザインの改善、ツールバーのカスタマイズ機能追加など） - ｢Skype for Windows 10｣のアップデート - 「診断データビューアー」の強化 - テキスト編集コントロールのコマンド改善 - セキュリティ機能の拡充 - 動画再生機能の改良（光センサーで周囲の明るさを感知し自動で動画を見易く調整してくれる機能追加） - タスクマネージャの改善（電力使用量の状況を閲覧可能に） - ナレーターの改善 - 手書きのカスタムフォントを作成出来る｢Microsoft Font Maker｣アプリの追加 - その他多数の改善、及びバグフィックス |
| 17711.1000 rs_prerelease                    | Fast リング: 2018年7月6日                                         | - Microsoft Edgeの強化（自動入力機能やPDFツールバー、ラインフォーカスなど） - Fluent Designの改善 - レジストリエディタの改善 - ｢Sets｣機能の一時撤廃 - その他多数の改善、及びバグフィックス |
| 17713.1000 rs5_release                      | Fast リング: 2018年7月11日 Slow リング: 2018年7月26日             | - Microsoft Edgeの強化（リーディングビュー、PDFリーダーの機能強化、レンダリングの改善） - ｢メモ帳｣の機能強化 - Windowsへのログオン方法としてWebサインインをサポート - 「Windows Defender Application Guard」の強化 - その他多数の改善、及びバグフィックス |
| 17723.1000 rs5_release                      | Fast リング（通常のみ）: 2018年7月25日                            | - Mixed Reality Flashlight - ｢Microsoft Edge｣の強化 - Unicode 11の新しい絵文字への対応や既存の絵文字のデザイン修正 - 時刻の正確性とトレーサビリティ強化 - キオスクモードの改善 - アップデート時の体験の改善 (再起動のタイミングの調整) - ゲームバーの改善 ( [スタート] 画面からもアクセスできるように） - その他多数の改善、及びバグフィックス |
| 17728.1000 rs5_release                      | Fast リング（通常のみ）: 2018年7月31日                            | - Your Phoneアプリの機能強化 - ナレーターの改良 - その他多数の改善、及びバグフィックス |
| 17730.1000 rs5_release                      | Fast リング（通常のみ）: 2018年8月3日                             | - Your Phoneアプリが利用可能に - その他多数の改善、及びバグフィックス |
| 17733.1000 rs5_release                      | Fast リング（通常のみ）: 2018年8月8日                             | - ｢エクスプローラー｣のダークテーマ完成 - その他多数の改善、及びバグフィックス |
| 17735.1000 rs5_release                      | Fast リング（通常のみ）: 2018年8月10日                            | - 主に改善及びバグフィックス |
| 17738.1000 rs5_release                      | Fast リング（通常のみ）: 2018年8月14日                            | - 主に改善及びバグフィックス |
| 17741.1000 rs5_release                      | Fast リング（通常のみ）: 2018年8月17日                            | - 主に改善及びバグフィックス |
| 17744.1001 rs5_release                      | Fast リング（通常のみ）: 2018年8月21日 Slow リング: 2018年8月30日 | - 主に改善及びバグフィックス |
| 17746.1000 rs5_release                      | Fast リング（通常のみ）: 2018年8月24日                            | - 主に改善及びバグフィックス |
| 17751.1 rs5_release                         | Fast リング（通常のみ）: 2018年8月31日                            | - 主に改善及びバグフィックス |
| 17754.1 rs5_release                         | Fast リング（通常のみ）: 2018年9月5日 Slow リング: 2018年9月11日  | - 主に改善及びバグフィックス |
| 17755.1 rs5_release                         | Fast リング（通常のみ）: 2018年9月7日                             | - ｢Your Phone (同期電話)｣アプリでAndroid搭載スマホとの連携強化 - その他改善及びバグフィックス |
| 17758.1 rs5_release                         | Fast リング（通常のみ）: 2018年9月11日 Slow リング: 2018年9月14日 | - ストレージセンサーの改良 - その他改善及びバグフィックス |
| 17760.1 rs5_release                         | Fast リング（通常のみ）: 2018年9月14日                            | - 主に改善及びバグフィックス |

| Windows 10 バージョン 1809の最初の一般公開後の更新 | Windows 10 バージョン 1809の最初の一般公開後の更新 | Windows 10 バージョン 1809の最初の一般公開後の更新                                                                                           | Windows 10 バージョン 1809の最初の一般公開後の更新 |
| OS ビルド                                          | KB番号                                             | リリース日 | 概要 |
| -------------------------------------------------- | -------------------------------------------------- | --- | --- |
| 17763.1                                            | フルビルド更新のため無し                           | Fast リング（通常のみ）: 2018年9月18日 Slow リング: 2018年9月20日 Release Preview リング: 2018年10月2日 一般リリース: 2018年10月2日〜10月6日 | - 主に改善及びバグフィックス - 10月6日、前述のファイル紛失問題などで一般向け配信停止 - zipファイルから展開時、上書きに関するプロンプトが表示されない        |
| 17763.17                                           | KB4467228                                          | Slow リング: 2018年10月9日 Release Preview リング: 2018年10月9日                                                                             | - ファイル消失問題の修正その他のバグフィックス |
| 17763.55                                           | KB4464330                                          | Slow リング: 2018年10月9日 Release Preview リング: 2018年10月9日 バージョン 1809をインストール済の一般ユーザー: 2018年10月9日                | - ファイル消失問題の修正その他のバグフィックス |
| 17763.104                                          | KB4464455                                          | Slow リング: 2018年10月16日 Release Preview リング: 2018年10月16日                                                                           | - 主にバグフィックス |
| 17763.107                                          | KB4464455                                          | Slow リング: 2018年10月30日 Release Preview リング: 2018年10月30日 一般リリース: 2018年11月13日                                              | - zipファイルから展開時、上書きに関するプロンプトが表示されない問題の修正 - その他改善及びバグフィックス                                                    |
| 17763.134                                          | KB4467708                                          | Slow リング: 2018年11月13日 Release Preview リング: 2018年11月13日 一般リリース: 2018年11月13日                                              | |
| 17763.165                                          | KB4469342                                          | Release Preview リング: 2018年11月16日 | |
| 17763.167                                          | KB4469342                                          | Release Preview リング: 2018年11月27日 | |
| 17763.168                                          | KB4469342                                          | Slow リング: 2018年12月3日 Release Preview リング: 2018年12月3日 一般リリース: 2018年12月5日                                                 | |
| 17763.194                                          | KB4471332                                          | Slow リング: 2018年12月11日 Release Preview リング: 2018年12月11日 一般リリース: 2018年12月11日                                              | |
| 17763.195                                          | KB4483235                                          | Slow リング: 2018年12月19日 Release Preview リング: 2018年12月19日 一般リリース: 2018年12月19日                                              | |
| 17763.253                                          | KB4480116                                          | Slow リング: 2019年1月8日 Release Preview リング: 2019年1月8日 一般リリース: 2019年1月8日                                                    | |
| 17763.288                                          | KB4476976                                          | Release Preview リング: 2019年1月11日 | |
| 17763.292                                          | KB4476976                                          | Slow リング: 2019年1月22日 Release Preview リング: 2019年1月18日 一般リリース: 2019年1月22日                                                 | - Slow リングよりRelease Preview リングの方が先に配信された。                                                                                               |
| 17763.316                                          | KB4487044                                          | Slow リング: 2019年2月12日 Release Preview リング: 2019年2月12日 一般リリース: 2019年2月12日                                                 | |
| 17763.348                                          | KB4482887                                          | Release Preview リング: 2019年3月1日 一般リリース: 2019年3月1日                                                                              | |
| 17763.349                                          | KB4492978                                          | Release Preview リング: 2019年3月7日 | |
| 17763.379                                          | KB4489899                                          | Release Preview リング: 2019年3月12日 一般リリース: 2019年3月12日                                                                            | |
| 17763.402                                          | KB4490481                                          | Release Preview リング: 2019年3月21日 | |
| 17763.404                                          | KB4490481                                          | Release Preview リング: 2019年4月1日 一般リリース: 2019年4月2日                                                                              | |
| 17763.437                                          | KB4493509                                          | 一般リリース: 2019年4月9日 | |
| 17763.439                                          | KB4501835                                          | 一般リリース: 2019年5月1日 | |
| 17763.475                                          | KB4495667                                          | 一般リリース: 2019年5月3日 | |
| 17763.503                                          | KB4494441                                          | 一般リリース: 2019年5月14日 | |
| 17763.504                                          | KB4505056                                          | 一般リリース: 2019年5月19日 | |
| 17763.529                                          | KB4497934                                          | 一般リリース: 2019年5月21日 | |
| 17763.557                                          | KB4503327                                          | 一般リリース: 2019年6月11日 | |
| 17763.592                                          | KB4501371                                          | 一般リリース: 2019年6月18日 | |
| 17763.593                                          | KB4509479                                          | 一般リリース: 2019年6月26日 | |
| 17763.615                                          | KB4507469                                          | 一般リリース: 2019年7月9日 | |
| 17763.652                                          | KB4505658                                          | 一般リリース: 2019年7月22日 | |
| 17763.678                                          | KB4511553                                          | 一般リリース: 2019年8月13日 | |
| 17763.720                                          | KB4512534                                          | 一般リリース: 2019年8月17日 | |
| 17763.737                                          | KB4512578                                          | 一般リリース: 2019年9月10日 | |
| 17763.740                                          | KB4522015                                          | 一般リリース: 2019年9月23日 | |
| 17763.774                                          | KB4516077                                          | 一般リリース: 2019年9月24日 | |
| 17763.775                                          | KB4524148                                          | 一般リリース: 2019年10月3日 | |
| 17763.805                                          | KB4519338                                          | 一般リリース: 2019年10月8日 | |
| 17763.832                                          | KB4520062                                          | 一般リリース: 2019年10月15日 | |
| 17763.864                                          | KB4523205                                          | 一般リリース: 2019年11月12日 | |
| 17763.914                                          | KB4530715                                          | 一般リリース: 2019年12月10日 | |
| 17763.973                                          | KB4534273                                          | 一般リリース: 2020年1月14日 | |
| 17763.1012                                         | KB4534321                                          | 一般リリース: 2020年1月23日 | |
| 17763.1039                                         | KB4532691                                          | 一般リリース: 2020年2月11日 | |
| 17763.1075                                         | KB4537818                                          | 一般リリース: 2020年2月25日 | |
| 17763.1098                                         | KB4538461                                          | 一般リリース: 2020年3月10日 | |
| 17763.1131                                         | KB4541331                                          | 一般リリース: 2020年3月17日 | |
| 17763.1158                                         | KB4549949                                          | 一般リリース: 2020年4月14日 | |
| 17763.1192                                         | KB4550969                                          | 一般リリース: 2020年4月21日 | |
| 17763.1217                                         | KB4551853                                          | 一般リリース: 2020年5月12日 | |
| 17763.1282                                         | KB4561608                                          | 一般リリース: 2020年6月9日 | |
| 17763.1294                                         | KB4567513                                          | 一般リリース: 2020年6月16日 | |
| 17763.1339                                         | KB4558998                                          | 一般リリース: 2020年7月14日 | |
| 17763.1369                                         | KB4559003                                          | 一般リリース: 2020年7月21日 | |
| 17763.1397                                         | KB4565349                                          | 一般リリース: 2020年8月12日 | |
| 17763.1457                                         | KB4570333                                          | 一般リリース: 2020年9月8日 | |
| 17763.1490                                         | KB4577069                                          | 一般リリース: 2020年9月16日 | |
| 17763.1518                                         | KB4577668                                          | 一般リリース: 2020年10月13日 | |
| 17763.1554                                         | KB4580390                                          | 一般リリース: 2020年10月20日 | |
| 17763.1577                                         | KB4586793                                          | 一般リリース: 2020年11月10日 | |
| 17763.1579                                         | KB4594442                                          | 一般リリース: 2020年11月17日 | Enterprise エディション（半期チャネル）、Education エディションおよびLTSC 限定の更新                                                                        |
| 17763.1613                                         | KB4586839                                          | 一般リリース: 2020年11月19日 | Enterprise エディション（半期チャネル）、Education エディションおよびLTSC 限定の更新                                                                        |
| 17763.1637                                         | KB4592440                                          | 一般リリース: 2020年12月8日 | Enterprise エディション（半期チャネル）、Education エディションおよびLTSC 限定の更新                                                                        |
| 17763.1697                                         | KB4598230                                          | 一般リリース: 2021年1月12日 | Enterprise エディション（半期チャネル）、Education エディションおよびLTSC 限定の更新                                                                        |
| 17763.1728                                         | KB4598296                                          | 一般リリース: 2021年1月21日 | Enterprise エディション（半期チャネル）、Education エディションおよびLTSC 限定の更新                                                                        |
| 17763.1757                                         | KB4601345                                          | 一般リリース: 2021年2月9日 | Enterprise エディション（半期チャネル）、Education エディションおよびLTSC 限定の更新                                                                        |
| 17763.1790                                         | KB4601383                                          | 一般リリース: 2021年2月16日 | Enterprise エディション（半期チャネル）、Education エディションおよびLTSC 限定の更新                                                                        |
| 17763.1817                                         | KB5000822                                          | 一般リリース: 2021年3月9日 | Enterprise エディション（半期チャネル）、Education エディションおよびLTSC 限定の更新                                                                        |
| 17763.1821                                         | KB5001568                                          | 一般リリース: 2021年3月15日 | Enterprise エディション（半期チャネル）、Education エディションおよびLTSC 限定の更新                                                                        |
| 17763.1823                                         | KB5001638                                          | 一般リリース: 2021年3月18日 | Enterprise エディション（半期チャネル）、Education エディションおよびLTSC 限定の更新                                                                        |
| 17763.1852                                         | KB5000854                                          | 一般リリース: 2021年3月25日 | Enterprise エディション（半期チャネル）、Education エディションおよびLTSC 限定の更新                                                                        |
| 17763.1879                                         | KB5001342                                          | 一般リリース: 2021年4月13日 | Enterprise エディション（半期チャネル）、Education エディションおよびLTSC 限定の更新                                                                        |
| 17763.1911                                         | KB5001384                                          | 一般リリース: 2021年4月22日 | Enterprise エディション（半期チャネル）、Education エディションおよびLTSC 限定の更新                                                                        |
| 17763.1935                                         | KB5003171                                          | 一般リリース: 2021年5月11日 | Enterprise エディション（半期チャネル）、Education エディションおよびLTSC 限定の更新 - このビルドをもって、LTSC を除くバージョン 1809のサポートは終了した。 |